# Pauls Valley
Pauls Valley är administrativ huvudort i Garvin County i Oklahoma. Orten har fått sitt namn efter bosättaren Smith Paul. Enligt 2010 års folkräkning hade Pauls Valley 6 187 invånare.